# Primeira Liga (Brasile)
La Primeira Liga, conosciuta anche come Liga o Copa Sul-Minas-Rio è stato un torneo calcistico brasiliano, fondato nel 2015 da alcune società calcistiche delle regioni brasiliane del Rio Grande do Sul, Santa Catarina, Paraná, Ceará, Minas Gerais, Goiás, Mato Grosso e Rio de Janeiro.

## Storia
La fondazione del torneo Primeira Liga risale al 10 settembre 2015, quando, a Rio de Janeiro, i rappresentanti di ben 19 società calcistiche brasiliane decisero di sottoscrivere un accordo per l'istituzione di tale competizione, come forma di protesta contro la Série A, massimo campionato brasiliano, assalito da una crisi economica. Dopo la mancata disputa dell'edizione 2018, il torneo è stato definitivamente cancellato l'anno successivo.
Tale torneo raggruppa club con sede negli Stati brasiliani di Rio Grande do Sul, Santa Catarina, Ceará, Minas Gerais, Paraná, Goiás, Mato Grosso e Rio de Janeiro:
- Rio Grande do Sul: Grêmio, Internacional, Grêmio Esportivo;
- Santa Catarina: Avaí, Chapecoense, Criciúma, Figueirense, Joinville;
- Paraná: Paraná, Londrina, Coritiba;
- Minas Gerais: Atlético Mineiro, Cruzeiro;
- Rio de Janeiro: America, Flamengo, Fluminense;
- Ceará: Ceará;
- Goiás: Goianiense;
- Mato Grosso: Luverdense.

## Squadre partecipanti
Sono 19 le società calcistiche brasiliane che hanno preso parte ad almeno una delle edizioni della Primeira Liga.
- 2 volte: Flamengo (2016-2017), Fluminense (2016-2017), America (2016-2017), Atlético Mineiro (2016-2017), Cruzeiro (2016-2017), Grêmio (2016-2017), Internacional (2016-2017), Avaí (2016-2017), Criciúma (2016-2017), Figueirense (2016-2017);
- 1 volta: Coritiba (2016), Atlético Paranaense (2016), Ceará (2017), Londrina (2017), Paraná (2017), Grêmio Esportivo (2017), Chapecoense (2017), Joinville (2017).

## Edizioni
| Edizione | Finale     | Finale          | Finale              | Semi-finaliste | Semi-finaliste |
| Edizione | Vincitore  | Punteggio       | Seconda             | Semi-finaliste | Semi-finaliste |
| -------- | ---------- | --------------- | ------------------- | -------------- | -------------- |
| 2016     | Fluminense | 1 – 0           | Atlético Paranaense | Flamengo       | Internacional  |
| 2017     | Londrina   | 0 – 0 (4-2 dtr) | Atlético Mineiro    | Paraná         | Cruzeiro       |